# Fiumi Uniti
I Fiumi Uniti sono il corso d'acqua che prende vita dalla confluenza dei fiumi Ronco e Montone, in Romagna.
La lunghezza dei Fiumi Uniti è di circa 12 km e il deflusso si attesta sui 10 m³/s annui.

## Storia
Verso il 1260 circa il Ronco e dal 1320 circa il suo vicino Montone si strinsero intorno alle mura della città di Ravenna, circondandola rispettivamente a sud e a nord-ovest per poi riunirsi verso il mare Adriatico. I due corsi d'acqua esposero più volte Ravenna a rovinose esondazioni. Le più distruttive si verificarono nel 1636, 1651, 1693, 1700 e 1715.
Nel 1651 fu scavata una nuova via d'acqua per congiungere la città con il mare: il canale Panfilio. Era lungo 7 km e sfociava presso il porto Candiano.

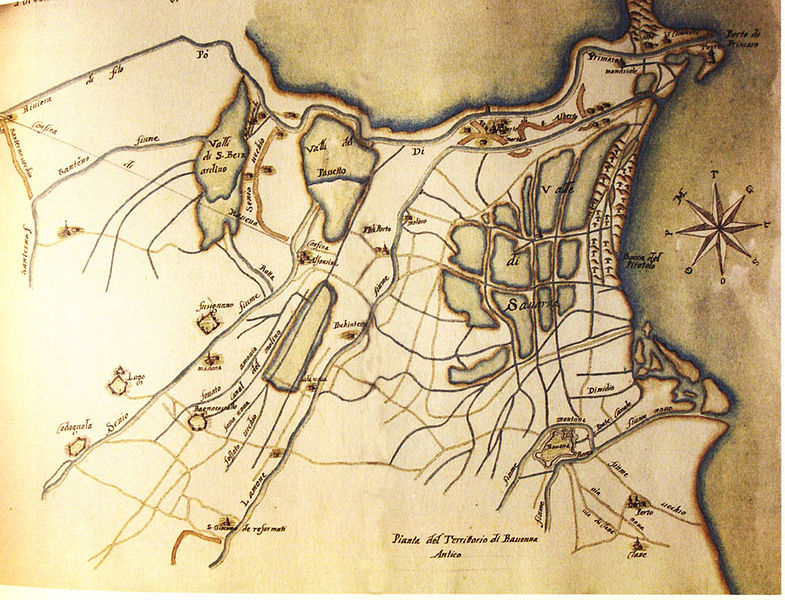
Pianta del territorio di Ravenna nel 1604-05. Si noti che: 1) i fiumi Montone, a Nord, e Ronco, a Sud, circondavano la città; 2) il corso dei Fiumi Uniti era più a nord dell'attuale.

Negli anni trenta del XVIII secolo fu realizzata la diversione del corso dei Fiumi Uniti. La confluenza di Ronco e Montone fu spostata da 0,5 km a 2 km a sud della città. Ciò fu reso possibile da una chiusa di regolamentazione del salto idraulico del Montone rispetto al Ronco. Successivamente le acque di Ronco e Montone furono portate a scorrere 3 km più a sud. Dalla chiusa di San Marco (posta lungo il Montone) fu realizzato un canale artificiale, scavato in direzione del Panfilio, che intercettò il corso del Ronco lungo l'attuale SS 67, dove tuttora è visibile la confluenza dei due fiumi. Ronco e Montone confluirono nell'alveo del canale Panfilio, per poi sfociare in mare. I lavori furono completati dal cardinale Giulio Alberoni, che fu legato di Romagna dal 1735 al 1739. 
Tale opera ebbe ripercussioni sulla toponomastica di Ravenna: si ricorda ancora nella memoria dei cittadini che il ponte che attraversa il Montone deviato fu realizzato con assi di legno e così rimase fino a poco prima della Seconda guerra mondiale. L'infrastruttura è tuttora nota come Ponte assi mentre è ancora conservato come all'origine il Ponte nuovo che fu realizzato alla cima del canale Panfilio, laddove i due fiumi furono fatti confluire. Il ponte ha dato nome a un quartiere di Ravenna.

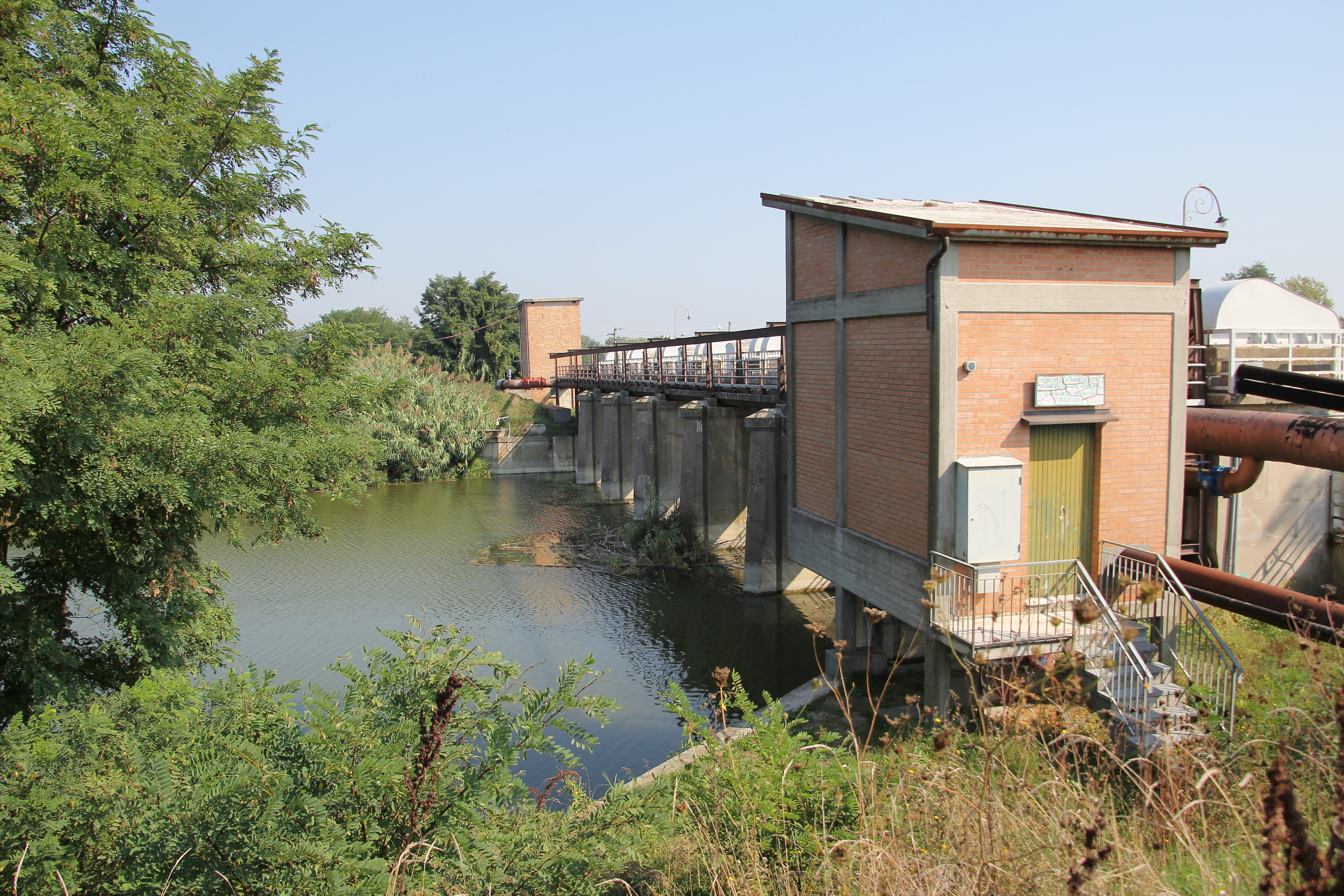
Chiusa sui Fiumi Uniti in località Raspona.

Il nuovo porto canale, che sostituiva il Panfilio, venne realizzato più tardi, nel 1748 quando fu scavato il nuovo canale artificiale recuperando parte del letto abbandonato del Montone. La via d'acqua oggi porta il nome del papa regnante all'epoca dei lavori (Clemente XII, al secolo Lorenzo Corsini, 1730-40), anche se è comunemente chiamato Canale Candiano.